# (48799) Tashikuergan
(48799) Tashikuergan est un astéroïde de la ceinture principale.

## Description
(48799) Tashikuergan est un astéroïde de la ceinture principale. Il fut découvert le 8 octobre 1997 à la station de Xinglong par l'observatoire de Xinglong. Il présente une orbite caractérisée par un demi-grand axe de 2,85 UA, une excentricité de 0,05 et une inclinaison de 3,0° par rapport à l'écliptique.

## Compléments